# Septizonium

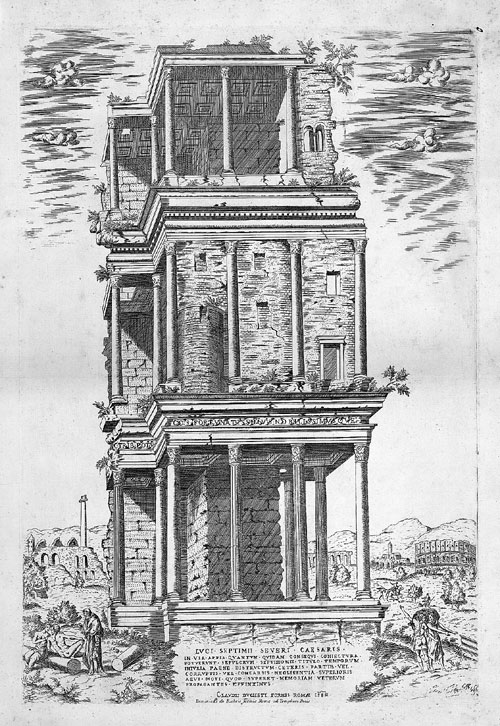
Torzo budovy Septizonia na obrázku z roku 1582

Septizonium nebo Septizodium nebo Septicodium byla budova ve starověkém Římě. Byla postavena v roce 203 po Kr. za vlády císaře Septimia Severa.
Původ jejího jména je nejasný; podle jedné verze byla pojmenována po sedmi planetárních božstvech (Saturn, Hélios, Mars, Merkur, Jupiter, Venuše), jejichž sochy se v budově nacházely; podle jiné teorie její jméno znamená, že budova byla rozdělena na sedm částí. Stavba neměla žádný praktický účel; sloužila jako nymfeum, tj. místo zasvěcené nymfám a vyznačovala se velmi dekorativní, bohatě zdobenou fasádou.
Septizonium stála na jižním úpatí Palatinu na místě, kde se Via Appia z východní strany přimykala k Cirku Maximu. Mělo rozměry asi 90 m (na šířku) a skládalo se ze tří řad sloupů nad sebou.

O jeho dalším osudu není mnoho poznatků. Ví se, že v 8. století již bylo ve značně narušeném stavu. K definitivnímu zániku došlo během pontifikátu Sixta V. (1585–1590). Během jeho vlády Řím procházel mohutnou přestavbou a rekonstrukcí po zpustošení císařským vojskem v roce 1527, na což však bylo třeba množství stavebního materiálu. Proto v letech 1588–1589 přikázal „dvornímu“ architektovi Domenico Fontanovi již i tak zchátralou budovu Septizonia strhnout a materiál z ní použít na jiné stavby.
S její existencí je spojena i část papežských dějin. Třikrát se mezi jejími zdmi konalo konkláve – v roce 1198 (papežem se stal Inocenc III.), roku 1227 (Řehoř IX.) a v roce 1241 (Celestýn IV.). Konkláve v roce 1241 se konalo za zvlášť dramatických okolností. Protože vzhledem k politické situaci v Evropě bylo jasné, že po smrti zesnulého Řehoře IX. nedojde k dohodě voličů na novém pontifikátu, věc vzal do svých rukou římský lid. Voliče v Septizoniu zavřel a pod hrozbami psychického a fyzického nátlaku jejich přinutil dohodnout se (traduje se, že během tohoto stavu jeden z kardinálů zemřel). Po měsíci kardinálové zvolili Celestýna IV.